# Continuümhypothese
In de verzamelingenleer, een deelgebied van de wiskunde, is de continuümhypothese een door Georg Cantor in 1877 geponeerde hypothese over de mogelijke kardinaliteiten van oneindige verzamelingen. De hypothese luidt:
Er bestaat geen verzameling, waarvan de kardinaliteit tussen de kardinaliteit van de gehele getallen en de kardinaliteit van de reële getallen ligt.
De continuümhypothese stelt dat de kardinaliteit van de verzameling reële getallen, het continuüm, het eerste overaftelbare kardinaalgetal is, oftewel het eerste kardinaalgetal groter dan de kardinaliteit van de natuurlijke getallen. 

## Kardinaliteit van oneindige verzamelingen
Van twee verzamelingen wordt gezegd dat zij dezelfde kardinaliteit of hetzelfde kardinaalgetal hebben als er een bijectie tussen deze twee verzamelingen bestaat. Intuïtief gesproken hebben twee verzamelingen {\displaystyle S} en {\displaystyle T} dezelfde kardinaliteit als het mogelijk is om elementen van {\displaystyle S} op zodanige wijze tegen elementen van {\displaystyle T} weg te strepen dat ieder element van {\displaystyle S} gekoppeld is aan precies een element van {\displaystyle T} en dat andersom ieder element van {\displaystyle T} gekoppeld is aan precies een element van {\displaystyle S}. Vandaar dat bijvoorbeeld de verzameling {\displaystyle \{}banaan, appel, peer{\displaystyle \}} dezelfde kardinaliteit, drie, heeft als de verzameling {\displaystyle \{}geel, rood, groen{\displaystyle \}}. 
Met oneindige verzamelingen, zoals de verzameling van gehele getallen of de rationale getallen, wordt het ingewikkelder om aan te tonen dat elementen tegen elkaar kunnen worden weggestreept. De rationale getallen vormen schijnbaar een tegenvoorbeeld van de continuümhypothese.  Men zou intuïtief mogen verwachten dat er meer reële getallen dan rationale getallen en meer rationale getallen dan gehele getallen bestaan, maar het blijkt dat er een bijectie tussen de rationale getallen en de gehele getallen kan worden gevonden, dus dat de verzameling van rationale getallen dezelfde kardinaliteit heeft als de verzameling van de gehele getallen. Het zijn beide aftelbare verzamelingen. 
Cantor gaf twee bewijzen dat de kardinaliteit van de verzameling van gehele getallen strikt kleiner is dan de verzameling van reële getallen. Zijn tweede bewijs is het diagonaalbewijs van Cantor. Zijn bewijzen geven echter geen indicatie van de mate, waarin de kardinaliteit van de natuurlijke getallen kleiner is dan de kardinaliteit van de reële getallen. Cantor stelde de continuümhypothese als een mogelijk antwoord op deze vraag voor.
Het aantal natuurlijke getallen is per definitie aftelbaar oneindig en wordt aangeduid met {\displaystyle \aleph _{0}}, spreek uit: alef nul. De alef is de eerste letter van het Hebreeuwse alfabet. Met zijn diagonaalbewijs toonde Cantor aan dat het aantal reële getallen, aangeduid als {\displaystyle C}, groter is dan {\displaystyle \aleph _{0}}. Uit het diagonaalbewijs volgt echter niet dat {\displaystyle C} gelijk is aan {\displaystyle \aleph _{1}}, het eerste kardinaalgetal groter dan {\displaystyle \aleph _{0}}. Er kunnen willekeurig veel kardinaalgetallen tussen {\displaystyle \aleph _{0}} en {\displaystyle C} liggen. 
De continuümhypothese stelt dat de verzameling van de reële getallen een minimaal mogelijke kardinaliteit heeft die groter is dan de kardinaliteit van de verzameling gehele getallen. Aangezien de kardinaliteit van de gehele getallen gelijk is aan {\displaystyle \aleph _{0}} en de kardinaliteit van het continuüm, de kardinaliteit van de reële getallen, gelijk is aan die van de machtsverzameling van de gehele getallen, {\displaystyle 2^{\aleph _{0}}}, is er volgens de continuümhypothese geen verzameling {\displaystyle S} waarvoor geldt dat 
{\displaystyle \aleph _{0}<|S|<2^{\aleph _{0}}}
Als we het keuzeaxioma aannemen bestaat er een kleinste kardinaalgetal {\displaystyle \aleph _{1}} groter dan {\displaystyle \aleph _{0}}. In dat geval is de continuümhypothese equivalent met
{\displaystyle 2^{\aleph _{0}}=\aleph _{1}}
Een gevolg van de hypothese is dat elke oneindige deelverzameling van de reële getallen ofwel dezelfde kardinaliteit als de natuurlijke getallen ofwel dezelfde kardinaliteit als de gehele verzameling van de reële getallen heeft.
Er bestaat ook een algemene vorm van de continuümhypothese, in 1908 opgesteld door Felix Hausdorff, die de gegeneraliseerde continuümhypothese wordt genoemd. Deze hypothese zegt dat voor alle ordinaalgetallen {\displaystyle \alpha }
{\displaystyle 2^{\aleph _{\alpha }}=\aleph _{\alpha +1}}

## Onbeslisbaarheid binnen de Zermelo-Fraenkel-verzamelingenleer
Het vaststellen van de waarheid of onwaarheid van de continuümhypothese is het eerste van de 23 problemen van Hilbert uit het jaar 1900. De bijdragen van Kurt Gödel in 1940 en van Paul Cohen in 1963 hebben laten zien dat de continuümhypothese onafhankelijk is van de axioma's van de Zermelo-Fraenkel-verzamelingenleer, met (ZFC) of zonder (ZF) het keuzeaxioma. Dit betekent dat de continuümhypothese noch kan worden weerlegd, noch kan worden bewezen, op voorwaarde dat de verzamelingenleer consistent is. 
Met de continuümhypothese geldt, onder aanname van het keuzeaxioma, dat het aantal reële getallen {\displaystyle C} gelijk is aan {\displaystyle \aleph _{1}}. Zonder de continuümhypothese kunnen er oneindig veel kardinaalgetallen tussen {\displaystyle \aleph _{0}} en {\displaystyle C} liggen. Beide mogelijkheden zijn even aannemelijk: de ene is niet meer of minder waar dan de andere.

## Argumenten voor en tegen de continuümhypothese
Gödel geloofde dat de continuümhypothese onwaar was en dat zijn bewijs dat de continuümhypothese consistent is alleen aantoont dat de axioma's van Zermelo-Fraenkel het universum van verzamelingen niet adequaat beschrijven. Gödel was een platonist en had dus geen problemen met het uiten van zijn mening over waarheid en onwaarheid van stellingen onafhankelijk van hun bewijsbaarheid. Cohen, die meer een formalist was, tendeerde er ook meer naar de continuümhypothese af te wijzen.
Historisch gezien waren wiskundigen die een rijke schakering aan verzamelingen voorstonden tegen de continuümhypothese, terwijl degenen die voor een duidelijke structuur tussen verzamelingen waren, de continuümhypothese juist goed gezind waren. Parallelle argumenten werden voor en tegen het axioma van construeerbaarheid, dat de continuümhypothese impliceert, geuit. Meer recent heeft Matthew Foreman erop gewezen dat het ontologisch maximalisme daadwerkelijk in het voordeel van de continuümhypothese pleit, want onder modellen, die dezelfde reële getallen hebben, hebben modellen met "meer" verzamelingen van reële getallen een betere kans om te voldoen aan de continuümhypothese.
Een ander gezichtspunt is dat het conceptuele begrip van een verzameling niet specifiek genoeg is om te bepalen of de continuümhypothese waar of onwaar is. Dit standpunt werd reeds in 1923 ingenomen door Thoralf Skolem, zelfs nog vóór de eerste onvolledigheidsstelling van Gödel. Skolem beriep zich op wat nu bekendstaat als de paradox van Skolem. Zijn standpunt werd later ondersteund door de onafhankelijkheid van de continuümhypothese van de axioma's van de ZFC, aangezien de axioma's van de ZFC op zich voldoende zijn om de elementaire eigenschappen van verzamelingen en hun kardinaalgetal vast te stellen. Om hier iets tegenin te kunnen brengen, zou het voldoende zijn om intuïtief vast te stellen of nieuwe  axioma's waar of onwaar zijn en ook of intuïtief is te bepalen dat de continuümhypothese waar of onwaar is. Hoewel de continuümhypothese uit het axioma van construeerbaarheid volgt, wordt algemeen het axioma van construeerbaarheid niet als intuïtief meer waar beschouwd dan de continuümhypothese onwaar.
Er zijn ten minste twee andere axioma's voorgesteld die gevolgen hebben voor de continuümhypothese, hoewel deze axioma's momenteel niet in brede kring worden geaccepteerd. In 1986 presenteerde Chris Freiling een argument tegen continuümhypothese door aan te tonen dat de ontkenning van continuümhypothese gelijkwaardig is aan het symmetrieaxioma van Freiling, een stelling uit de kansrekening. Freiling is van mening dat zijn axioma "intuïtief waar" is, maar anderen zijn het niet met hem eens. Een moeilijk argument tegen de continuümhypothese, dat door W. Hugh Woodin werd opgeworpen, heeft sinds het jaar 2000 redelijk wat aandacht gekregen. Foreman schreef in 2003 dat hij Woodins argumenten niet verwerpt, maar wel op voorzichtigheid aandringt.

## Voetnoten
1. ↑  P Maddy. Believing the axioms I, 1988. blz 500, The Journal of Symbolic Logic 53
2. ↑  K Kunen. Set theory: an introduction to independence proofs, 1980.  blz 171. bibliotheek van de Technische Universiteit Delft
3. ↑  W Hugh Woodin. The Continuum Hypothesis, Part I, 2001. voor de AMS 48,6
4. ↑  M Foreman. Has the Continuum Hypothesis been settled?. . Gearchiveerd op 4 augustus 2022.